# Ajuntament de Monistrol de Montserrat
L'Ajuntament de Monistrol de Montserrat és una casa consistorial de Monistrol de Montserrat (Bages) inclosa a l'Inventari del Patrimoni Arquitectònic de Catalunya.

## Descripció
Casa entre mitgeres de grans dimensions. Consta de quatre pisos en alçada i les golfes. Te diverses obertures de grans dimensions distribuïdes regularment i algunes d'elles s'obren a petits balcons. Tota la façana està arrebossada i pintada excepte un sòcol que recorre tota la part baixa i que és de pedra vista.

## Història
Hi ha una llinda amb la data 1567-69.